# Narlıkışla, Zile
Narlıkışla là một xã thuộc huyện Zile, tỉnh Tokat, Thổ Nhĩ Kỳ. Dân số thời điểm năm 2011 là 205 người.